# ホット・ロックス
『ホット・ロックス』(Hot Rocks  1964–1971)は、1971年にリリースされたローリング・ストーンズのコンピレーション・アルバム。全英3位、全米4位を記録。

## 解説
ストーンズのデッカ・レコード時代の作品の版権者であるアラン・クレインのレコードレーベルであるアブコ・レコードからリリースされた、アメリカ向けの2枚組ベスト盤である。収録曲のほとんどがデッカ時代（1970年）までのものであるため、ブライアン・ジョーンズが在籍していた頃の作品が主であるが、表ジャケットはミック・テイラー加入後に写された写真が使用されている（但し、裏ジャケットはジョーンズがいた頃の写真が使われている）。「ブラウン・シュガー」と「ワイルド・ホース」は、グループのプライベート・レーベルであるローリング・ストーンズ・レコードからリリースされた曲であるが、この2曲はグループがまだデッカに所属していた頃に制作された曲ということもあり、本作に収録された。また初回プレス版では、前述の2曲が誤ってデモ・テイクで収録されてしまったため、すぐ回収された。
日本で初めてリリースされた際は1枚組で発売されており、米国盤の裏ジャケットの写真が表側に使用されている。1986年にCD化された際には『ホット・ロックス 1』『ホット・ロックス 2』と2枚別々に発売されたが、1990年代に入ってから2枚組に変更されて販売されている。イギリスでは1990年になってからリリースされている。
アメリカ、イギリス両国でプラチナ・アルバムを獲得している。特にアメリカではチャートの最高位こそ4位止まりであるが、計267週もチャート・インし、2002年までに1200万枚を超えるセールスを上げている。本作はアメリカにおけるグループの最も売れた作品である。
2002年には最新リマスター版がSACDにて発売されている。

## 収録曲

### アナログA面／CDディスク1
1. タイム・イズ・オン・マイ・サイド - Time Is on My Side
2. ハート・オブ・ストーン - Heart of Stone
3. プレイ・ウィズ・ファイア - Play with Fire
4. サティスファクション - Satisfaction
5. アズ・ティアーズ・ゴー・バイ - As Tears Go By
6. 一人ぼっちの世界 - Get Off of My Cloud

### アナログB面
1. マザーズ・リトル・ヘルパー - Mother's Little Helper
2. 19回目の神経衰弱 - 19th Nervous Breakdown
3. 黒くぬれ - Paint It, Black
4. アンダー・マイ・サム - Under My Thumb
5. ルビー・チューズデイ - Ruby Tuesday
6. 夜をぶっとばせ - Let's Spend the Night Together

### アナログC面／CDディスク2
1. ジャンピン・ジャック・フラッシュ - Jumpin' Jack Flash
2. ストリート・ファイティング・マン - Street Fighting Man
3. 悪魔を憐れむ歌 - Sympathy for the Devil
4. ホンキー・トンク・ウィメン - Honky Tonk Women
5. ギミー・シェルター - Gimme Shelter

### アナログD面
1. ミッドナイト・ランブラー(ライヴ) - Mindnight Rambler
2. 無情の世界 - You Can't Always Get What You Want
3. ブラウン・シュガー - Brown Sugar
4. ワイルド・ホース - Wild Horses